# Return of the Living Dead: Necropolis
Return of the Living Dead: Necropolis è un film del 2005, diretto da Ellory Elkayem. È il quarto film della saga de Il ritorno dei morti viventi del 1985.

## Trama
Dieci anni dopo gli eventi de Il ritorno dei morti viventi 3, Charles Garrison si reca, insieme a due uomini d'affare russi, a Chernobyl (Ucraina) per prelevare sei contenitori di Trioxin 5, utile per i suoi esperimenti di rianimazione di cadaveri.
Nel frattempo Katie e il resto del gruppo (Mimi, Hector, Carlos, Becky, Cody, Jake, Julian e Darren) irrompono nella struttura dell'Hybra Tech per salvare il loro amico Zeke che sta per essere sottoposto a degli esperimenti. Nella Hybra Tech il gruppo si scontra con Charles che, non prima di aver fatto scattare l'allarme, libera Zeke e svela che tra le "cavie del test" vi sono anche i genitori di Julian.
Scattato l'allarme, vari zombie vengono liberati e aizzati verso il gruppo; all'attacco sopravvivono solo Becky, Cody, Jake, Julian e Katie. I 5 si dividono: Becky e Jake rimangono a combattere l'orda degli zombie; Julian insieme a Cody cerca i suoi genitori nella speranza che siano ancora vivi. Nel momento in cui gli zombie diventano troppi e stanno per avventarsi, Katie ritorna a bordo di un pick-up e scorta i 4 amici fuori dall'edificio.
Il film si conclude con l'arrivo della SWAT che tiene testa all'orda di zombie, capeggiata da Zeke a dai genitori di Julian. Nel finale sopraggiunge anche la morte di Katie, dopo essere stata morsa dal padre di Julian, ormai un completo non-morto.

## Distribuzione
Il 15 ottobre 2005 il film è stato trasmesso in anteprima sul canale Syfy,  in una versione modificata. In Tailandia è stato distribuito dal 25 marzo 2006 e in Giappone dall'8 luglio successivo con il titolo バタリアン4. La versione vietata ai minori (R-rated negli Stati Uniti) del film è stata distribuita in DVD il 18 aprile 2006. In Italia il film è ancora inedito.